# Coppa del Mondo T20 maschile di cricket 2021
La Coppa del Mondo T20 maschile di cricket 2021 è stata la settima edizione del campionato del mondo di cricket in versione Twenty20. Si è disputata in Oman e negli Emirati Arabi Uniti tra il 17 ottobre e il 14 novembre 2021.

## Scelta del paese organizzatore
Inizialmente venne scelta l'India per ospitare il torneo e la sua collocazione nel calendario era nel 2020. Tuttavia a causa della Pandemia di Covid-19 il torneo fu rinviato di un anno, e visto il perdurare della situazione pandemica in India alla fine si decise di spostarlo di sede negli Emirati Arabi Uniti, con alcune partite disputate nel vicino Oman.

## Formula
Il torneo prevedeva due fasi a gruppi. Al primo turno partecipavano gli ultimi 2 full members del ranking mondiale T20 e 6 paesi provenienti dalle qualificazioni. In questa fase le squadre sono state divise in due gironi all'italiana da quattro squadre ciascuno, in cui le prime due classificate di ogni gruppo si qualificavano al super 12.
Nel Super 12 le squadre provenienti dalla prima fase si univano ai rimanenti nove full members già qualificati in base al ranking T20 e venivano divise in due gruppi da 6. Le prime due squadre di ogni gruppo si affrontavano in semifinali incrociate e le vincenti in finale.

## Squadre partecipanti
| Metodo di qualificazione               | Data                                                       | Luogo               | Posti | Squadre                                                                                                   |
| -------------------------------------- | ---------------------------------------------------------- | ------------------- | ----- | --- |
| Organizzatore                          | 7 agosto 2020 (originariamente scelto il 10 febbraio 2015) |                     | 1     | India |
| ICC Men's T20I Team Rankings           | 31 dicembre 2018                                           | Varie               | 9     | Pakistan Australia Inghilterra Sudafrica Nuova Zelanda Indie Occidentali Afghanistan Sri Lanka Bangladesh |
| 2019 ICC Men's T20 World Cup Qualifier | 18 ottobre – 3 novembre 2019                               | Emirati Arabi Uniti | 6     | Paesi Bassi Papua Nuova Guinea Irlanda Namibia Scozia Oman                                                |
| Totale                                 |                                                            |                     | 16    | |

## Stadi
Tutte le partite sono state disputate nei seguenti stadi:
| Emirati Arabi Uniti                 | Emirati Arabi Uniti     | Emirati Arabi Uniti          | OMN                         |
| Dubai                               | Sharjah                 | Abu Dhabi                    | Mascate                     |
| ----------------------------------- | ----------------------- | ---------------------------- | --------------------------- |
| Dubai International Cricket Stadium | Sharjah Cricket Stadium | Sheikh Zayed Cricket Stadium | Oman Cricket Academy Ground |
| Capacità: 25.000                    | Capacità: 27.000        | Capacità: 20.000             | Capacità: 3.000             |
|                                     |                         |                              |                             |

| Dubai Sharjah Abu Dhabi Venues in UAE | Mascate Venues in Oman |

## Torneo

### Primo Turno
| Qualificazione            | Squadre            |
| ------------------------- | ------------------ |
| Tramite la classifica     | Bangladesh         |
| Tramite la classifica     | Sri Lanka          |
| Tramite le qualificazioni | Irlanda            |
| Tramite le qualificazioni | Namibia            |
| Tramite le qualificazioni | Paesi Bassi        |
| Tramite le qualificazioni | Oman               |
| Tramite le qualificazioni | Papua Nuova Guinea |
| Tramite le qualificazioni | Scozia             |

#### Gruppo A

##### Partite
| Data            | Luogo                                                       | In battuta (nel I innings)   | Al lancio (nel I innings)    | Risultato                      |
| --------------- | ----------------------------------------------------------- | ---------------------------- | ---------------------------- | ------------------------------ |
| 18 ottobre 2021 | Sheikh Zayed Cricket Stadium Abu Dhabi, Emirati Arabi Uniti | Paesi Bassi 106 (20 overs)   | Irlanda 107/3 (15.1 overs)   | IRL vince di 7 wickets Referto |
| 18 ottobre 2021 | Sheikh Zayed Cricket Stadium Abu Dhabi, Emirati Arabi Uniti | Namibia 96 (19.3 overs)      | Sri Lanka 100/3 (13.3 overs) | SRI vince di 7 wickets Referto |
| 20 ottobre 2021 | Sheikh Zayed Cricket Stadium Abu Dhabi, Emirati Arabi Uniti | Paesi Bassi 164/4 (20 overs) | Namibia 166/4 (19 overs)     | NAM vince di 6 wickets Referto |
| 20 ottobre 2021 | Sheikh Zayed Cricket Stadium Abu Dhabi, Emirati Arabi Uniti | Sri Lanka 171/7 (20 overs)   | Irlanda 101 (18.3 overs)     | SRI vince di 70 runs Referto   |
| 22 ottobre 2021 | Sharjah Cricket Stadium Sharjah, Emirati Arabi Uniti        | Irlanda 125/8 (20 overs)     | Namibia 126/2 (18.3 overs)   | NAM vince di 8 wickets Referto |
| 22 ottobre 2021 | Sharjah Cricket Stadium Sharjah, Emirati Arabi Uniti        | Paesi Bassi 44 (10 overs)    | Sri Lanka 45/2 (7.1 overs)   | SRI vince di 8 wickets Referto |

##### Classifica
| Squadra     | G | V | S | P | NR | NRR    | Pts |
| ----------- | - | - | - | - | -- | ------ | --- |
| Sri Lanka   | 3 | 3 | 0 | 0 | 0  | 3,754  | 6   |
| Namibia     | 3 | 2 | 1 | 0 | 0  | -0,523 | 4   |
| Irlanda     | 3 | 1 | 2 | 0 | 0  | -0,853 | 2   |
| Paesi Bassi | 3 | 0 | 3 | 0 | 0  | -2,460 | 0   |

#### Gruppo B

##### Partite
| Data            | Luogo                                     | In battuta (nel I innings)          | Al lancio (nel I innings)           | Risultato                       |
| --------------- | ----------------------------------------- | ----------------------------------- | ----------------------------------- | ------------------------------- |
| 17 ottobre 2021 | Oman Cricket Academy Ground Mascate, Oman | Papua Nuova Guinea 129/9 (20 overs) | Oman 131/0 (13.4 overs)             | OMN vince di 10 wickets Referto |
| 17 ottobre 2021 | Oman Cricket Academy Ground Mascate, Oman | Scozia 140/9 (20 overs)             | Bangladesh 134/7 (20 overs)         | SCO vince di 6 runs Referto     |
| 19 ottobre 2021 | Oman Cricket Academy Ground Mascate, Oman | Scozia 165/9 (20 overs)             | Papua Nuova Guinea 148 (19.3 overs) | SCO vince di 17 runs Referto    |
| 19 ottobre 2021 | Oman Cricket Academy Ground Mascate, Oman | Bangladesh 153 (20 overs)           | Oman 127/9 (20 overs)               | BAN vince di 26 runs Referto    |
| 21 ottobre 2021 | Oman Cricket Academy Ground Mascate, Oman | Bangladesh 181/7 (20 overs)         | Papua Nuova Guinea 97 (19.3 overs)  | BAN vince di 84 runs Referto    |
| 21 ottobre 2021 | Oman Cricket Academy Ground Mascate, Oman | Oman 122 (20 overs)                 | Scozia 123/2 (17 overs)             | SCO vince di 8 wickets Referto  |

##### Classifica
| Squadra            | G | V | S | P | NR | NRR    | Pts |
| ------------------ | - | - | - | - | -- | ------ | --- |
| Scozia             | 3 | 3 | 0 | 0 | 0  | 0,775  | 6   |
| Bangladesh         | 3 | 2 | 1 | 0 | 0  | 1,733  | 4   |
| Oman               | 3 | 1 | 2 | 0 | 0  | -0,025 | 2   |
| Papua Nuova Guinea | 3 | 0 | 3 | 0 | 0  | -2,655 | 0   |

### Secondo Turno

#### Gruppo 1

##### Partite
| Data             | Luogo                                                          | In battuta (nel I innings)         | Al lancio (nel I innings)          | Risultato                      |
| ---------------- | -------------------------------------------------------------- | ---------------------------------- | ---------------------------------- | ------------------------------ |
| 23 ottobre 2021  | Sheikh Zayed Cricket Stadium Abu Dhabi, Emirati Arabi Uniti    | Sudafrica 118/9 (20 overs)         | Australia 121/5 (19.4 overs)       | AUS vince di wickets Referto   |
| 23 ottobre 2021  | Dubai International Cricket Stadium Dubai, Emirati Arabi Uniti | Indie Occidentali 55 (14.2 overs)  | Inghilterra 56/4 (8.2 overs)       | ENG vince di 6 wickets Referto |
| 24 ottobre 2021  | Sharjah Cricket Stadium Sharjah, Emirati Arabi Uniti           | Bangladesh 171/4 (20 overs)        | Sri Lanka 172/5 (18.5 overs)       | SRI vince di 5 wickets Referto |
| 26 ottobre 2021  | Dubai International Cricket Stadium Dubai, Emirati Arabi Uniti | Indie Occidentali 143/8 (20 overs) | Sudafrica 144/2 (18.2 overs)       | RSA vince di 8 wickets Referto |
| 27 ottobre 2021  | Sheikh Zayed Cricket Stadium Abu Dhabi, Emirati Arabi Uniti    | Bangladesh 124/9 (20 overs)        | Inghilterra 126/2 (14.1 overs)     | ENG vince di 8 wickets Referto |
| 28 ottobre 2021  | Dubai International Cricket Stadium Dubai, Emirati Arabi Uniti | Sri Lanka 154/6 (20 overs)         | Australia 155/3 (17 overs)         | AUS vince di 7 wickets Referto |
| 29 ottobre 2021  | Sharjah Cricket Stadium Sharjah, Emirati Arabi Uniti           | Indie Occidentali 142/7 (20 overs) | Bangladesh 139/5 (20 overs)        | WIN vince di 3 runs Referto    |
| 30 ottobre 2021  | Sharjah Cricket Stadium Sharjah, Emirati Arabi Uniti           | Sri Lanka 142 (20 overs)           | Sudafrica 146/6 (19.5 overs)       | RSA vince di 4 wickets Referto |
| 30 ottobre 2021  | Dubai International Cricket Stadium Dubai, Emirati Arabi Uniti | Australia 125 (20 overs)           | Inghilterra 126/2 (11.4 overs)     | ENG vince di 8 wickets Referto |
| 1º novembre 2021 | Sharjah Cricket Stadium Sharjah, Emirati Arabi Uniti           | Inghilterra 163/4 (20 overs)       | Sri Lanka 137 (19 overs)           | ENG vince di 26 runs Referto   |
| 2 novembre 2021  | Sheikh Zayed Cricket Stadium Abu Dhabi, Emirati Arabi Uniti    | Bangladesh 84 (18.2 overs)         | Sudafrica 86/4 (13.3 overs)        | RSA vince di 6 wickets Referto |
| 4 novembre 2021  | Dubai International Cricket Stadium Dubai, Emirati Arabi Uniti | Bangladesh 73 (15 overs)           | Australia 78/2 (6.2 overs)         | AUS vince di 8 wickets Referto |
| 4 novembre 2021  | Sheikh Zayed Cricket Stadium Abu Dhabi, Emirati Arabi Uniti    | Sri Lanka 189/3 (20 overs)         | Indie Occidentali 169/8 (20 overs) | SRI vince di 20 runs Referto   |
| 6 novembre 2021  | Sheikh Zayed Cricket Stadium Abu Dhabi, Emirati Arabi Uniti    | Indie Occidentali 157/7 (20 overs) | Australia 161/2 (16.2 overs)       | AUS vince di 8 wickets Referto |
| 6 novembre 2021  | Sharjah Cricket Stadium Sharjah, Emirati Arabi Uniti           | Sudafrica 189/2 (20 overs)         | Inghilterra 179/8 (20 overs)       | RSA vince di 10 runs Referto   |

##### Classifica
| Squadra           | G | V | S | P | NR | NRR    | Pts |
| ----------------- | - | - | - | - | -- | ------ | --- |
| Inghilterra       | 5 | 4 | 1 | 0 | 0  | 2,464  | 8   |
| Australia         | 5 | 4 | 1 | 0 | 0  | 1,216  | 8   |
| Sudafrica         | 5 | 4 | 1 | 0 | 0  | 0,739  | 8   |
| Sri Lanka         | 5 | 2 | 3 | 0 | 0  | -0,269 | 4   |
| Indie Occidentali | 5 | 1 | 4 | 0 | 0  | -1,641 | 2   |
| Bangladesh        | 5 | 0 | 5 | 0 | 0  | -2,383 | 0   |

#### Gruppo 2

##### Partite
| Data            | Luogo                                                          | In battuta (nel I innings)     | Al lancio (nel I innings)        | Risultato                       |
| --------------- | -------------------------------------------------------------- | ------------------------------ | -------------------------------- | ------------------------------- |
| 24 ottobre 2021 | Dubai International Cricket Stadium Dubai, Emirati Arabi Uniti | India 151/7 (20 overs)         | Pakistan 152/0 (17.5 overs)      | PAK vince di 10 wickets Referto |
| 25 ottobre 2021 | Sharjah Cricket Stadium Sharjah, Emirati Arabi Uniti           | Afghanistan 190/4 (20 overs)   | Scozia 60 (10.2 overs)           | AFG vince di 130 runs Referto   |
| 26 ottobre 2021 | Sharjah Cricket Stadium Sharjah, Emirati Arabi Uniti           | Nuova Zelanda 134/8 (20 overs) | Pakistan 135/5 (18.4 overs)      | PAK vince di 5 wickets Referto  |
| 27 ottobre 2021 | Sheikh Zayed Cricket Stadium Abu Dhabi, Emirati Arabi Uniti    | Scozia 109/8 (20 overs)        | Namibia 115/6 (19.1 overs)       | NAM vince di 4 wickets Referto  |
| 29 ottobre 2021 | Dubai International Cricket Stadium Dubai, Emirati Arabi Uniti | Afghanistan 147/6 (20 overs)   | Pakistan 148/5 (19 overs)        | PAK vince di 5 wickets Referto  |
| 31 ottobre 2021 | Sheikh Zayed Cricket Stadium Abu Dhabi, Emirati Arabi Uniti    | Afghanistan 160/5 (20 overs)   | Namibia 98/9 (20 overs)          | AFG vince di 62 runs Referto    |
| 31 ottobre 2021 | Dubai International Cricket Stadium Dubai, Emirati Arabi Uniti | India 110/7 (20 overs)         | Nuova Zelanda 111/2 (14.3 overs) | NZL vince di 8 wickets Referto  |
| 2 novembre 2021 | Sheikh Zayed Cricket Stadium Abu Dhabi, Emirati Arabi Uniti    | Pakistan 189/2 (20 overs)      | Namibia 144/5 (20 overs)         | PAK vince di 45 runs Referto    |
| 3 novembre 2021 | Dubai International Cricket Stadium Dubai, Emirati Arabi Uniti | Nuova Zelanda 172/5 (20 overs) | Scozia 156/5 (20 overs)          | NZL vince di 16 runs Referto    |
| 3 novembre 2021 | Sheikh Zayed Cricket Stadium Abu Dhabi, Emirati Arabi Uniti    | India 210/2 (20 overs)         | Afghanistan 144/7 (20 overs)     | IND vince di 66 runs Referto    |
| 5 novembre 2021 | Sharjah Cricket Stadium Sharjah, Emirati Arabi Uniti           | Nuova Zelanda 163/4 (20 overs) | Namibia 111/7 (20 overs)         | NZL vince di 52 runs Referto    |
| 5 novembre 2021 | Dubai International Cricket Stadium Dubai, Emirati Arabi Uniti | Scozia 85 (17.4 overs)         | India 89/2 (6.3 overs)           | IND vince di 8 wickets Referto  |
| 7 novembre 2021 | Sheikh Zayed Cricket Stadium Abu Dhabi, Emirati Arabi Uniti    | Afghanistan 124/8 (20 overs)   | Nuova Zelanda 125/2 (18.1 overs) | NZL vince di 8 wickets Referto  |
| 7 novembre 2021 | Sharjah Cricket Stadium Sharjah, Emirati Arabi Uniti           | Pakistan 189/4 (20 overs)      | Scozia 117/6 (20 overs)          | PAK vince di 72 runs Referto    |
| 8 novembre 2021 | Dubai International Cricket Stadium Dubai, Emirati Arabi Uniti | Namibia 132/8 (20 overs)       | India 136/1 (15.2 overs)         | IND vince di 9 wickets Referto  |

##### Classifica
| Squadra       | G | V | S | P | NR | NRR    | Pts |
| ------------- | - | - | - | - | -- | ------ | --- |
| Pakistan      | 5 | 5 | 0 | 0 | 0  | 1,583  | 10  |
| Nuova Zelanda | 5 | 4 | 1 | 0 | 0  | 1,162  | 8   |
| India         | 5 | 3 | 2 | 0 | 0  | 1,747  | 6   |
| Afghanistan   | 5 | 2 | 3 | 0 | 0  | 1,053  | 4   |
| Namibia       | 5 | 1 | 4 | 0 | 0  | -1,890 | 2   |
| Scozia        | 5 | 0 | 5 | 0 | 0  | -3,543 | 0   |

### Eliminazione diretta
|  | Semifinali    | Semifinali    | Semifinali |           |               | Finale        | Finale | Finale |  |
|  |               |               |            |           |               |               |        |        |  |
|  | Inghilterra   | Inghilterra   | 166/4      |           |               |               |        |        |  |
|  | Inghilterra   | Inghilterra   | 166/4      |           |               |               |        |        |  |
|  | Nuova Zelanda | Nuova Zelanda | 167/5      |           |               |               |        |        |  |
|  | Nuova Zelanda | Nuova Zelanda | 167/5      |           | Nuova Zelanda | Nuova Zelanda | 172/4  |        |  |
|  |               |               |            |           | Nuova Zelanda | Nuova Zelanda | 172/4  |        |  |
|  |               |               | Australia  | Australia | 173/2         |               |        |        |  |
|  | Pakistan      | Pakistan      | Australia  | Australia | 173/2         | 176/4         |        |        |  |
|  | Pakistan      | Pakistan      |            |           |               |               |        |        |  |
|  | Australia     | Australia     | 177/5      |           |               |               |        |        |  |

#### Semifinali
| Data             | Luogo                                                          | In battuta (nel I innings)   | Al lancio (nel I innings)      | Risultato                      |
| ---------------- | -------------------------------------------------------------- | ---------------------------- | ------------------------------ | ------------------------------ |
| 10 novembre 2021 | Sheikh Zayed Cricket Stadium Abu Dhabi, Emirati Arabi Uniti    | Inghilterra 166/4 (20 overs) | Nuova Zelanda 167/5 (19 overs) | NZL vince di 5 wickets Referto |
| 11 novembre 2021 | Dubai International Cricket Stadium Dubai, Emirati Arabi Uniti | Pakistan 176/4 (20 overs)    | Australia 177/5 (19 overs)     | AUS vince di 5 wickets Referto |

#### Finale
| Data             | Luogo                                                          | In battuta (nel I innings)     | Al lancio (nel I innings)    | Risultato                      |
| ---------------- | -------------------------------------------------------------- | ------------------------------ | ---------------------------- | ------------------------------ |
| 14 novembre 2021 | Dubai International Cricket Stadium Dubai, Emirati Arabi Uniti | Nuova Zelanda 172/4 (20 overs) | Australia 173/2 (18.5 overs) | AUS vince di 8 wickets Referto |